# 爱德华·巴比乌赫
爱德华·米克瓦伊·巴比乌赫（波蘭語：Edward Mikołaj Babiuch，['edvart ˈbabjux]  试听；1927年12月28日—2021年2月1日），波兰共产主义政治人物。1976年－1980年担任波兰国务委员会四个副主席之一。1980年短暂担任波兰部长会议主席一职。
巴比乌赫以前当过煤矿工人，在南部矿区当过数年党的首脑。他是波兰统一工人党第一书记爱德华·盖莱克的密友，盖莱克于1970年任党的首脑之后，巴比乌赫被任命为政治局委员，负责人事和组织工作。1980年2月接替彼得·雅罗谢维奇担任波兰部长会议主席，在越来越激烈的罢工浪潮中，8月24日巴比乌赫辞职；统一工人党同时宣布，将巴比乌赫和另外三名负责宣传和经济的政府领导人开除出政治局。